# 第五台新聞
《第五台新聞》（5 News）是由ITN製作，並在英國第五台播映的新聞電視節目。《第五台新聞》於1997年3月30日啟播，是第五台的旗艦新聞節目。
自2005年1月開始，天空新聞台曾經取代ITN製作《第五台新聞》。2012年2月開始，《第五台新聞》重新由ITN製作。2022年3月開始。《第五台新聞》主要在下午5點播映，時長60分鐘。